# Wiewiórów (gmina Lgota Wielka)
Wiewiórów – wieś w Polsce położona w województwie łódzkim, w powiecie radomszczańskim, w gminie Lgota Wielka.
| SIMC    | Nazwa                | Rodzaj    |
| ------- | -------------------- | --------- |
| 0544378 | Dąbrowa Wiewiórowska | część wsi |
| 0544384 | Smuga                | część wsi |
| 0544390 | Zalesice             | część wsi |

W latach 1975–1998 miejscowość należała administracyjnie do województwa piotrkowskiego.